# The Bad News Bears
The Bad News Bears és una pel·lícula estatunidenca dirigida per Michael Ritchie, estrenada l'any 1976.

## Argument
En el sud de Califòrnia, Morris Buttermaker (Walter Matthau), un alcohòlic que neteja piscines, és reclutat per un conseller municipal i advocat per a esdevenir l'entrenador d'un nou equip de Beisbol junior. Aquest equip és constituït amb els jugadors més dolents que han estat exclosos per altres equips, un d'ells el fill del conseller municipal. En el primer partit, l'equip no marca ni un punt. Per provar de solucionar aquesta situació desesperada, Buttermaker recluta Amanda Whurlitzer (Tatum O'Neal) d'11 anys. És una llançadora que havia format quan era més jove, filla d'una de les seves ex-novies. Amanda intenta convèncer Buttermaker que ha abandonat el beisbol.

## Repartiment
- Walter Matthau: El entrenador Morris Buttermaker
- Tatum O'Neal: Amanda Whurlitzer
- Vic Morrow: L'entrenador Roy Turner
- Joyce Van Patten: Cleveland
- Ben Piazza: El conseller Bob Whitewood
- Jackie Earle Haley: Kelly Leak
- Brandon Cruz: Joey Turner
- George Wyner: White Sox Manager
- Charles Matthau: Atleta
- Erin Blunt: Ahmad Abdul-Rahim
- Brett Marx: Jimmy Feldman
- Alfred Luter: Alfred Ogilvie
- David Pollock: Rudi Stein
- Chris Barnes: Tanner Boyle